# Šarlinac
Šarlince (cyr. Шарлинац) – wieś w Serbii, w okręgu niszawskim, w gminie Doljevac. W 2011 roku liczyła 869 mieszkańców.